# Ngỗng Sebastopol
Ngỗng Sebastopol là một giống ngỗng nhà, có nguồn gốc từ ngỗng xám châu Âu. Lần đầu tiên giống ngỗng này được trưng bày là tại Anh vào năm 1860 dưới cái tên 'Sebastopol goose', chúng cũng được gọi là ngỗng Danubian; một cái tên đầu tiên được sử dụng cho giống ở Ireland vào năm 1863 'Danubian' được sử dụng như một cái tên đồng nghĩa trong thế kỷ 19; và chỉ được ưu tiên bởi Edward Brown sau khi chuyển sang thế kỷ 19. Sebastopol là một giống ngỗng cỡ trung với lông dài màu trắng xoăn. Lông của cổ mịn màng và đôi khi màu nâu xám. Việc phối giống đã tạo ra tất cả các biến thể màu xám, vàng da bò và màu yên ngựa. Lông trên ngực giống ngỗng này có thể xoăn (xoăn) hoặc mịn. Con đực có trọng lượng khoảng 12-14 lbs trong khi con ngỗng cái nh5 hơn một chút, có trọng lượng từ 10-12 lbs. Chân và cẳng chân có màu cam và đôi mắt sáng màu xanh. Trung bình, con cái sản xuất 25-35 trứng mỗi năm. Mặc dù các giống ngỗng thuần hóa thường giữ được một số khả năng bay, nhưng Sebastopol không thể bay tốt do độ cong của lông và gặp khó khăn khi rời khỏi mặt đất. Chúng cần nhiều nước để giữ cho mình sạch sẽ, và để làm sạch xoang (như tất cả chim nước).
Trong tiếng Đức, chúng được gọi là Lockengans hoặc Struppgans, có nghĩa là "ngỗng lông xoăn" và "ngỗng lông xù".